# Zorion australe
Zorion australe là một loài bọ cánh cứng trong họ Cerambycidae.